# (8437) Bernicla
(8437) Bernicla ist ein Asteroid des mittleren Hauptgürtels, der am 26. März 1971 von dem niederländischen Astronomenehepaar Cornelis Johannes van Houten und Ingrid van Houten-Groeneveld entdeckt wurde. Die Entdeckung geschah im Rahmen der 1. Trojaner-Durchmusterung, bei der von Tom Gehrels mit dem 120-cm-Oschin-Schmidt-Teleskop des Palomar-Observatoriums aufgenommene Feldplatten an der Universität Leiden durchmustert wurden, elf Jahre nach Beginn des Palomar-Leiden-Surveys.
(8437) Bernicla ist nach der Ringelgans benannt, deren wissenschaftlicher Name Branta bernicla lautet. Zum Zeitpunkt der Benennung des Asteroiden am 2. Februar 1999 befand sich die Ringelgans als Wintergast auf der niederländischen Blauen Liste wichtiger Vögel, die 1994 gemeinsam mit der niederländischen Roten Liste gefährdeter Vogelarten herausgegeben wurde. In der Veröffentlichung Birds in Europe der Organisation BirdLife International wurde der Bestand der Ringelgans als gefährdet klassifiziert.